# William Stephani
William Stephani (auch William Stephens oder Stephenson) († 1429) war ein schottischer Geistlicher. 1410 oder 1415 wurde er Bischof von Orkney, ehe er 1419 Bischof von Dunblane wurde.

## Bischof von Orkney
Über das Leben von William, bevor er Bischof des Bistums Dunblane wurde, gibt es unterschiedliche Angaben. Er studierte wohl kanonisches Recht an der erst wenige Jahre zuvor gegründeten Universität von St Andrews. Während des abendländischen Schismas unterstützte Schottland die avignonesischen Päpste. 1410 ernannte der avignonesische Papst Benedikt XIII. William zum Bischof der Diözese Orkney. Diese nordschottische Diözese unterstand im Gegensatz zu den anderen schottischen Diözesen der geistlichen Oberhoheit der norwegischen Erzbischöfe von Trondheim, die während des Schismas die römischen Päpste unterstützten. Als Bischof soll William den Kanoniker Engelbert Liming gefangen genommen und misshandelt haben, der im Auftrag von Erzbischof Eskill den Peterspfennig auf den Orkneys erheben sollte. Nach anderen Angaben war William Professor für Kanonisches Recht an der Universität von St Andrews, dazu bezog er als Kanoniker in Rhynie Einkünfte aus den Kirchen von Essy und Ednam. Dann soll er am 13. November 1415 in Avignon von Papst Benedikt XIII. zum Bischof von Orkney ernannt worden sein. Trotz seiner Ernennung und Weihe zum Bischof wurden ihm noch die Rechte an der Kirche von Cogar verliehen und entgegen den Bestimmungen des kanonischen Rechts durfte er seine bisherigen Pfründen behalten. Dies wurde ihm wohl erlaubt, weil er auf den Orkneys als Bischof nicht anerkannt wurde. Er versprach aber dem Papst, innerhalb von drei Jahren die Gebühren für seine Bischofsweihe zu bezahlen. Dazu erhielt er die Absolution des Papstes für den Totschlag an einem Viehdieb, den er bei Essy mit einem Stockhieb getötet hatte.

## Tätigkeit als Gesandter und Wechsel als Bischof nach Dunblane
Als 1417 das abendländische Schisma beendet wurde, reiste William nach Rom, wo er dem neuen Papst Martin V. Gehorsam lobte. In den nächsten Jahren soll William in die diplomatischen Intrigen verwickelt worden sein, die während des Hundertjährigen Krieges zwischen Frankreich, England und Burgund gesponnen wurden. Er gehörte einer schottischen Gesandtschaft an, die im April und Mai 1419 vier Wochen lang als Gast bei Herzog Johann Ohnefurcht von Burgund gewesen war, der gegenüber Frankreich eine schwankende politische Haltung eingenommen hatte. Dabei bemühten sich sowohl der französische Dauphin Karl wie auch der Herzog von Burgund um die Unterstützung durch Schottland, so dass William in diese politischen Intrigen hineingezogen wurde. Wahrscheinlich stand die schottische Delegation auch noch in Konkurrenz zu einer anderen Gesandtschaft unter Leitung von Griffin Yonge, der das Amt des Bischofs der schottischen Diözese Ross beanspruchte. Griffin versuchte dabei im Auftrag des Papstes zwischen England und Frankreich zu vermitteln. Wieder in Rom diente William ab Juli 1419 als Gesandter des schottischen Regenten Robert Stewart, 1. Duke of Albany, wobei es verwirrenderweise noch einen weiteren William Stephan gegeben haben soll. Dieser war Rektor von Kinross und Penicuik und vermutlich auch von Restalrig. Am 30. Oktober 1419 ernannte Papst Martin V. William zum Bischof der Diözese Dunblane. Zuvor musste er auf seine bisherigen geistlichen Ämter verzichten. Er bot für die Ernennung zum Bischof 370 Goldflorin, die er innerhalb der nächsten 20 Monate zahlen wollte. Im April 1422 musste er jedoch um einen sechsmonatigen Zahlungsaufschub bitten. Dabei hatte der Papst bei Williams Ernennung der verarmten Diözese Dunblane bereits Privilegien und Ablässe gewährt, die offenbar bereits Williams Amtsvorgänger Finlay Colini beantragt hatte.

## Tätigkeit als Bischof von Dunblane
In Dunblane war William eher im Dienste der schottischen Regierung und des Papstes als als Geistlicher tätig. Er saß am 16. Juli 1420 einer Provinzialsynode der schottischen Bischöfe in Perth vor, bei der es vor allem um die Bestätigung von testamentarischen Verfügungen ging. Er wurde dazu bis 1427 mehrmals von der Kurie beauftragt, in geistlichen Streitfällen zu entscheiden. Dabei sollte er unter anderem 1426 zusammen mit Bischof John Cameron von Glasgow über den Wunsch von König Jakob I. entscheiden, die Universität von St Andrews nach Perth zu verlegen. Wie genau entschieden wurde, ist unbekannt, doch letztlich blieb die Universität in St Andrews. Am 26. Mai 1424 nahm William an einem Parlament in Perth teil, während dem er zum Leiter einer Kommission ernannt wurde, die eine Steuer zur Aufbringung des Lösegelds von König Jakob I. erheben sollte. In diesem Amt wurde er 1425 und 1426 jeweils bestätigt, obwohl die Erträge der Steuer nicht die Erwartungen erfüllten. 1425 reiste William erneut zur Kurie nach Rom, nachdem er zusammen mit Bischof Henry de Lichton von Aberdeen und den Äbten von Melrose und Balmerino von dem gerade aus englischer Gefangenschaft entlassenen König Jakob I. zum Gesandten ernannt worden war. Auch nach dem Ende des Schismas waren Pluralismus und weitere Missstände in der Kirche weit verbreitet. 1426 erhob der Geistliche John Days schwere Vorwürfe gegen William, da dieser sich die Einkünfte eines Benefiziats in Abernethy angeeignet hätte, das eigentlich Days zustand. William starb vermutlich Anfang 1429.